# Mario Heil de Brentani
Mario Heil de Brentani (* 5. März 1908 in San Quirico, Italien; † 1982 in Kanada) war ein  deutscher Schriftsteller und Sachbuchautor sowie ein deutsch-kanadischer Zeitschriftenherausgeber.

## Leben
Mario Heil de Brentani entstammte einer deutsch-italienischen Familie. Er studierte Germanistik sowie Maschinenbau und setzte sich von 1930 an für die NS-Bewegung ein. Er gehörte zur „Dichterkameradschaft“ des „Frontdichterheims Schloss Buderose“ bei Guben, einem Kreis von ungefähr 150 Autoren, darunter zahlreichen Mitgliedern des „Kulturkreises der SA“ sowie Dichtern der Hitlerjugend. Auch Edwin Erich Dwinger, Max Barthel, Rudolf G. Binding und Hans Friedrich Blunck zählten zu diesem Kreis. Heil de Brentani war kulturpolitisch im NS-Sinn tätig und schrieb zum Beispiel anlässlich der Rundfunkausstellung 1935 den Beitrag „Arbeitertum und soldatischer Geist. Ein Wort an Kulturberufe“ und 1941 als Kriegsberichterstatter „Das Glücksschwein der 3. Kompanie“. Er verfasste zahlreiche Novellen und Erzählungen. Seine Bücher wurden mehrmals aufgelegt. 1941 urteilte Franz Lennartz noch über ihn: „Ein junger, vielversprechender humorvoller Erzähler“. Brentani schrieb auch einige Sachbücher, so über alte Frankfurter Familien.
Nach 1945 wanderte Mario Heil de Brentani nach Kanada aus. Er wechselte seine Gesinnung, änderte seinen Namen in „Mario von Brentani“ um und gründete zusammen mit seiner Frau Ruth die deutschsprachigen Montrealer Nachrichten, als deren Herausgeber er dann wirkte. Mitarbeiter der Montrealer Nachrichten waren z. B. Paul Spiegel und der Kulturredakteur des Blattes, Klausbernd Vollmar.
Von Brentani galt als Kontaktperson zu Ostdeutschland. Die von ihm herausgegebene Zeitung wurde zeitweise von der DDR finanziell unterstützt. Seine letzten beiden Bücher schrieb er über Kanada und Eskimokunst.

## Werke
- Maler der kanadischen Eskimo. (Unter dem Namen: „Mario von Brentani“). Union, Berlin 1975
- Kanada. Das Land von übermorgen,  Stauffacher, Zürich 1954
- Die hessische Truhe. Novellen, Altkönig, Oberursel 1951
- Alte Frankfurter Familien, Kramer, Frankfurt am Main 1950
- König Kasperle. Novelle, Bong, Berlin 1943
- Die feuerrote Schlange, Bertelsmann, Gütersloh 1942
- Das Glücksschwein der 3. Kompanie, Limpert, Berlin 1941
- Die Spieldose. Laute und leise Geschichten, Schneider, Reichenau 1938
- Das Mädchen Bittersüß, Reichenau 1938
- Lorle auf der Brücke. Erzählung, Limpert, Berlin 1936 (Nachauflage 1944 in der „Feldblusenbücherei der ‚Italienpost‘“ [Nr. 15])
- Herrn Pastors Feuerkutsche. Eine Biedermeier-Novelle, Leipzig 1936
- Atlanta und die Siebenhundert. Novelle um eine Urlauber-Fahrt nach Madeira, Leipzig 1936
- Spiel unter Fahnen. Roman, Hamburg 1936
- Das Mäuschen Li und andere Erzählungen, Moewig u. Höffner, Berlin 1935
- Villa Pappschachtel. Ein heiterer Roman um junge Menschen unserer Zeit, Berlin-Schöneberg 1935

Als Herausgeber:
- Das Flandernbuch. Geschrieben von deutschen Soldaten, Bong, Berlin 1943
- Das Herz in der Hand. Dichter aller deutschen Stämme erzählen der Jugend, Thienemann, Stuttgart 1939